# Фейзольо
Фейзо̀льо (на италиански: Feisoglio; на пиемонтски: Feisseu, Фейсеу) е село и община в Северна Италия, провинция Кунео, регион Пиемонт. Разположено е на 706 m надморска височина. Населението на общината е 355 души (към 2010 г.).